# Зелёный (Алтайский край)
Зелёный — посёлок в Топчихинском районе Алтайского края. Входит в состав Победимского сельсовета.

## История
Посёлок был основан в 1935 году как 2-е отделение свеклосовхоза «Чистюньский» спецпереселенцами с Западной Украины. Современное название посёлок получил в 1960-х годах.

## Население
| 1997 | 1998 | 1999 | 2000 | 2001 | 2002 |
| ---- | ---- | ---- | ---- | ---- | ---- |
| 327  | ↗354 | ↘353 | ↗380 | ↘364 | ↘352 |
| 2003 | 2004 | 2005 | 2006 | 2007 | 2008 |
| ↗361 | ↘276 | ↗350 | ↘340 | ↘332 | ↘328 |
| 2009 | 2010 | 2011 | 2012 | 2013 |      |
| ↘323 | ↘318 | ↘313 | ↘295 | ↘282 |      |

Национальный состав
Согласно результатам переписи 2002 года, в национальной структуре населения русские составляли 74 %.